# 東濃鉄道モハ100形電車
東濃鉄道モハ100形電車（とうのうてつどうモハ100がたでんしゃ）は、かつて東濃鉄道駄知線に在籍した電車。
本項では同路線において本形式とともに運用されたクハ200形電車についても記述する。

## 概要
駄知線の電化に際して、1950年（昭和25年）にモハ101・102の2両が東芝車輌（同年に東芝と合併し、現・東芝府中事業所）で新製された。東芝車輌はそれまで電気機関車の新製を多く手がけてきたものの、旅客用車両の新製は同2両が初のことであり、その後東芝は旅客用車両の新製を一切行なわなかったため、同2両は東芝が構体から電装品・台車までを全て内製した唯一の旅客用車両であった。
電化当初の駄知線に在籍する車両はモハ100形2両のみであったが、電化によるスピードアップおよび列車本数増は需要の増加をもたらし、輸送力増強の必要性が生じたことから、翌1951年（昭和26年）にはそれらと編成する制御車として日本国有鉄道（国鉄）よりクハ101・102・104の3両の払い下げを受け、クハ200形201 - 203として導入した。これらは南武鉄道（現・東日本旅客鉄道南武線）がその開業に際して新製したモハ100形であり、同社の戦時買収・国鉄籍編入後は電装解除され制御車として運用されていたものであった。
後年クハ200形のうち1両が電動車化の上モハ100形へ編入され、1974年（昭和49年）の駄知線廃線後は5両とも高松琴平電気鉄道へ譲渡された。譲渡後は同社70形・80形電車として2000年（平成12年）まで運用された。

## 仕様

### 車体
モハ101・102は溶接工法による半鋼製車体を有し、設計そのものは落成当時の一般的な構造であったが、車体長が14mに満たない小型車体であったことが最大の特徴である。両側妻面に運転台を有する両運転台構造で、前面は緩い曲面を描いた丸妻形状とされ、貫通扉を持たない非貫通構造である。客用扉は1,000mm幅の片開扉を片側2箇所備え、客用扉下部にはステップを有する。側窓は二段上昇式で、窓の上下にはウィンドウシル・ヘッダーが通されているが、ウィンドウヘッダーが車体全周に通されているのに対して、ウィンドウシルは窓の直下のみに設置されており、前面から側面への回り込み部分や扉周辺では途切れている点が特徴的であった。窓配置はd2D4D2d（d：乗務員扉、D：客用扉、各数値は側窓の個数）である。ベンチレーターはガーランド形で、屋根上左右に4個ずつ計8個設置されている。
クハ201 - 203もモハ101 - 102同様に両運転台構造の半鋼製車体であるが、こちらはリベット組み立て工法を多用し、腰板部が広く取られた古典的な外観を有する。また、同3両は南武モハ100形初期グループを出自とすることから、車体隅柱部にはL型の形材による補強が加えられていることが特徴である。車掌側の乗務員扉は省略されており、窓配置はdD12D1（反対側は1D12Dd）の左右非対称構造である。なお、客用扉下部のステップは同3両では省略されている。また、側窓は原形では落とし窓方式の一段窓であったものを、導入に際して上段固定下段上昇式の二段窓へ改造した。ベンチレーターはお椀形で、モハ100形同様屋根上左右に4個ずつ計8個設置されている。
車内はモハ100形・クハ200形ともにロングシート仕様であった。

### 主要機器
前述のように、モハ101・102が搭載する主要機器は空気制動関連の部品を除き全て東芝製のものである。
主電動機はSE-119H（端子電圧750V時定格出力56.0kW）を1両当たり4基搭載する。駆動方式は吊り掛け式で、歯車比は4.60と吊り掛け駆動の旅客用車両としては比較的大きく取られている。
制御器は間接非自動制御方式のものを搭載する。東芝はゼネラル・エレクトリック (GE) 社の日本国内におけるライセンシーとして、戦前よりGE社の開発したMK電磁単位スイッチ式間接制御器をライセンス生産していた。本形式の搭載する制御器はその系譜に連なるものである。クハ201 - 203も導入に際して主幹制御器（マスコン）を同制御方式に対応したものへ交換している。
モハ101・102の台車は側枠を一体鋳鋼製としたペンシルバニア形軸ばね式台車で、外観・機構とも国鉄制式台車であるDT16台車に酷似したものであった。枕ばねは2連の重ね板ばねを採用する。固定軸間距離は2,250mm、軸受構造は平軸受（プレーンベアリング）式である。
クハ201 - 203の台車は汽車製造製形鋼組立型釣り合い梁式台車BW-78-25Aで、南武モハ100形として落成した当初より装備していたものである。同台車は戦前から戦後にかけて日本国内のメーカーにおいて大量にコピー生産されたボールドウィン・ロコモティブ・ワークス製ボールドウィンA形台車タイプの初期の製品であり、弓形の釣り合い梁が外観上の特徴である。軸受構造は同じく平軸受式である。

## 導入後の変遷
モハ100形・クハ200形とも全車駄知線へ導入されたが、電動車2両に対して制御車3両という体制は運用効率上問題があったことから、1952年（昭和27年）にクハ202・203は運転台機器を撤去して車両番号（以下「車番」と記す）はそのままにサハ200形と改称した。サハ202は運転台撤去と同時に非電化路線である笠原線へ転属し、客車代用として運用された。
翌1953年（昭和28年）には、サハ203が両運転台の電動車に改造され、車番はモハ100形2両の続番であるモハ103と改番・編入された。電装品はモハ101・102と同一のものを搭載したが、台車はそのままBW-78-25Aを装備した。モハ103の竣工によって電動車3両体制となり、通常ダイヤにおける運用を全て電車のみでまかなうことが可能となったことから、駄知線の客貨分離が達成された。また、先に笠原線へ転属したサハ202も1959年（昭和34年）に駄知線へ再転属し、運転台機器を設置しクハ202として復帰した。また1960年（昭和30年）以降、モハ103ならびにクハ201・202に対して傷みの著しかった外板の一部張り替えが順次施工され、張り替えが実施された部分はウィンドウシルが原形のリベットを有した段付形状から溶接による平板形状に改められた。
モハ101は1956年（昭和31年）8月に電気機関車ED1000形1001と正面衝突事故を起こした。復旧に際して損傷した駄知側の妻面が引き扉式の貫通扉を有する平妻形状に改められたほか、前面左右の窓の大きさが異なるという変形車となった。
その後、輸送量の増加に伴って2両編成での運用が常態化したことから、1963年（昭和39年）にモハ102・103は駄知側妻面に、クハ201・202は土岐市側妻面にそれぞれ貫通扉を設置し、クハ2両については土岐市側の運転台を撤去して片運転台化された。新設された貫通扉は鋼製の扉窓Hゴム固定タイプのもので、改造後は前面から受ける印象に変化が生じた。なお、貫通幌ならびに幌枠は設置されていない。次いで1966年（昭和41年）にモハ102が、翌1967年（昭和42年）にはモハ101が、それぞれ土岐市側妻面にも貫通扉を新設した。さらに後年、モハ102・103ならびにクハ201に対して前面・側面全ての窓サッシのアルミサッシ化が施工され、モハ103・クハ201は側窓が上段固定下段上昇式の二段窓から上昇式の一段窓に改められた。
1972年（昭和47年）7月13日に発生した昭和47年7月豪雨による橋梁流失に伴い、同日より駄知線は営業休止となり本形式も休車となった。
約2年間の営業休止期間を経て結局復旧は断念され、1974年（昭和49年）10月21日をもって駄知線は廃線となり、本形式を始めとした駄知線に所属する全車両も同日付で除籍された。

## 高松琴平電鉄へ譲渡
廃線後1年近く経過したのち、モハ100形・クハ200形5両は全車高松琴平電鉄（琴電）へ譲渡されることとなった。営業休止後から通算すると約3年間もの長きにわたって屋外で留置されていたことから、各車とも荒廃が進み状態は劣悪であったものの、当時琴電は同社長尾線の架線電圧1,500V昇圧を間近に控えており、昇圧対応が不可能な車両について早急に代替を行なう必要に迫られていたことから同5両の購入に踏み切ったとされる。琴電入線後はモハ100形が70形71 - 73、クハ200形が80形81・82とそれぞれ改称・改番された。
導入に際しては、琴電の各路線は東濃鉄道とは異なり標準軌であったことから改軌の必要が生じたが、71・72（モハ101・102）の装備する台車は一体鋳鋼製であったことから、切り継ぎによる台車枠の拡幅が不可能であった。そのため従来装備していた台車は廃棄され、71は汽車製造製形鋼組立型釣り合い梁式台車MT-100Bに、72は住友製鋼所製鋳鋼組立型釣り合い梁式台車KS-30Lにそれぞれ換装された。また、73（モハ103）および81・82（クハ201・202）についても台車が振り替えられ、同3両は形鋼組立型釣り合い梁式台車BW-78-25-AAを装備した。
その他、主制御器はHL式へ、主電動機は71・72がドイツ・アルゲマイネ社製USL-323Bへ、73が東洋電機製造製TDK-596Aへそれぞれ換装されるなど、主要機器については東濃鉄道在籍当時の原形をほぼ失った形となった。
一方、車体周りに関しては、車体塗装の琴電標準色への塗り替えおよび71・72の客用扉下部のステップが撤去された程度の小変化に留まり、原形を色濃く残していた。

### 譲渡後の動向
導入後は71-81・72-82の組み合わせで半ば固定編成として扱われ、73は主に増結用車両として運用された。当初は全車とも志度線へ配属された後、長尾線の昇圧工事完了後は同路線へ転属した。その間、傷みの著しかった71・72の前面貫通扉を木製扉へ交換している。
しかし、70形・80形の14m弱という車体長は当時琴電に在籍する車両の中でも最小クラスであり収容力の面で他形式に見劣りしたことや、前述のように車両の状態そのものが悪かったことから、30形（3代）（元京浜急行電鉄230形電車）の増備に伴ってラッシュ時の運用が中心となり、特に71-81および73は予備車扱いとされ定期運用に就く機会は年々減少していった。
1983年（昭和58年）には1013形（元三岐鉄道モハ120形・クハ210形電車）の導入に伴い、より状態の悪かった73・82が廃車となった。編成相手を失った72は81と編成されて引き続きラッシュ時の運用を中心に充当され、残る71は平木駅構内において事実上休車状態となった。その後、1990年代初頭には72に対して前面貫通扉の鋼製化（扉窓Hゴム固定）が実施されている。
1994年（平成6年）に実施された運行系統変更（志度線分断）に際して、72-81は志度線へ転属した。転属後の同2両は半固定編成を解消し、72は増結用車両として、81は1000形・3000形等と編成してそれぞれ運用された。また、同運行系統変更に伴って一時的に車両不足が生じたことから、1996年（平成8年）に長年にわたる屋外放置で荒廃していた71が外板補修等の修繕工事を施工の上長尾線に配属され、約13年ぶりに営業運転に復帰した。同工事に際しては72同様に窓サッシがアルミサッシ化されたほか、平妻前面側の貫通扉の開き扉化（鋼製扉化）ならびに左右前面窓の寸法統一が施工されている。
その後600形・700形（元名古屋市交通局300形電車・1000形電車等）の増備に伴い、1998年（平成10年）12月に72・81が廃車となった。このうち72については廃車前の同年11月1日にさよなら運転を実施している。その後2000年（平成12年）10月に71が廃車となり、琴電に在籍した元東濃鉄道出自の車両は全廃となった。
廃車後はいずれも解体処分され、現存する車両はない。